# Лангедок-Русійон
Лангедок-Русійон (фр. Languedoc-Roussillon, кат. Llenguadoc-Rosselló) — історичний регіон на півдні Франції з 1 січня 2016 у складі регіону Окситанія. Головне місто Монпельє. Населення 2,46 млн осіб (10-е місце серед регіонів, оцінка 2004 р.).

## Географія
Площа території 27 376 км². Регіон включає департаменти Од, Ґар, Еро, Лозер, Східні Піренеї. Через нього протікають річки Еро, Рона.

## Історія
В 1271 р. регіон був приєднаний до Франції в результаті Альбігойських війн.